# 3804 Drunina
3804 Drunina eller 1969 TB2 är en asteroid i huvudbältet som upptäcktes den 8 oktober 1969 av den ryska astronomen Ljudmila Tjernych vid Krims astrofysiska observatorium på Krim. Den är uppkallad efter den sovjetiska poeten Julia Drunina.
Asteroiden har en diameter på ungefär åtta kilometer och tillhör asteroidgruppen Koronis.